# مایو ایشیکاوا
مایو ایشیکاوا (انگلیسی: Mayu Ishikawa؛ زادهٔ ۱۴ مهٔ ۲۰۰۰) بازیکن والیبال زن اهل ژاپن است.